# Flytsävssläktet
Flytsävssläktet (Eleogiton) är ett  halvgrässläkte som är krypande eller flytande, delvis nedsänkta, fleråriga vattenväxter med smal jordstam. Stråna är grenade, plattade, rikbladiga, ibland mycket långa och rotslående vid noderna. Bladen är smala och rännformade till trådfina. Axen är äggrunda, ensamma, på långa skaft från grenspetsarna och stödblad saknas. Axfjällen är ljusgröna och hinnkantade. Blommorna är tvåkönade och kalkborst saknas. Tre ståndare, ett stift med två eller tre märken. Frukten är en något plattad nöt.
Kromosomtal: 2n=60. 
Flytsävssläktet inkluderas ofta i släktet  borstsävar (Isolepis). Flytsävssläktet har, tillsammans med släktet borstsävar (Isolepis), omkring 70 arter. I Sverige förekommer endast arten flytsäv (E. fluitans). 

Släktnamnet Eleogiton kommer av grekiskans helos (kärr) och geiton (granne) och syftar på artens växtplats.